# جون هربرت همفري
جون هربرت همفري الحائز على رتبة الإمبراطورية البريطانية وزمالة الجمعية الملكية وعضو كلية الأطباء الملكية (16 ديسمبر 1915 - 25 ديسمبر 1987) كان عالمًا بكتيريا ومناعيًا بريطانيًا.

## التعليم
تلقى تعليمه في مدرسة وينشستر، وكلية ترينيتي، كامبريدج . تخرج من كلية الطب بمستشفى الكلية الجامعية عام 1940.

## حياته المهنية
كان طبيباً مبتدئاً (بالإنجليزية: House officer) في مستشفى هامرسميث، وكان طالب أبحاث جينر في معهد ليستر من عام 1941 إلى عام 1942. كان مساعدًا لأخصائي علم الأمراض في مستشفى ميدلسكس المركزي من عام 1943 إلى عام 1946، ثم انضم إلى الطاقم الخارجي لمجلس البحوث الطبية كعالم بكتيريا في مستشفى الكلية الجامعية في عام 1946.
انضم همفري إلى طاقم عمل المعهد الوطني للأبحاث الطبية في عام 1949، حيث عمل في قسم المعايير البيولوجية. أسس مع جيمس لايتباون معايير دولية للمضادات الحيوية والإنزيمات، ثم طور فيما بعد شراكة طويلة الأمد مع لجنة خبراء منظمة الصحة العالمية المعنية بالمعايير البيولوجية.
وفي عام 1957، أصبح رئيسًا لقسم علم المناعة الجديد بالمعهد. ومن عام 1961 إلى عام 1976، كان همفري نائبًا لمدير المعهد الوطني للأبحاث الطبية، وأصبح مديرًا بالإنابة في عام 1969. في عام 1975، ترك همفري المعهد ليصبح أستاذًا لعلم المناعة في كلية الطب الملكية للدراسات العليا في هامرسميث وتقاعد عام 1981.
في نوفمبر 1956، أسس همفري الجمعية البريطانية لعلم المناعة مع روبن كومبس، وبوب وايت، وأفريون ميتشيسون. وكان رئيسًا للاتحاد الدولي لجمعيات المناعة.[بحاجة لمصدر]

## الجوائز والتكريمات
أُنتخب زميلاً للجمعية الملكية عام 1963. ألقى محاضرة كرونية عام 1981 في الكلية الملكية للأطباء حول قيمة المفاهيم المناعية في الطب .

## حياته الشخصية
همفري نجل ماري إليزابيث (نيي هورنيبلو) وهربرت ألفريد همفري، المهندس الذي اخترع مضخة همفري. كانت عمته إديث همفري، أول امرأة بريطانية تحصل على درجة الدكتوراه في الكيمياء وتتعرف على اللولبي.
التقى في جامعة كامبريدج بزوجته جانيت، ابنة عالم وظائف الأعضاء الحائز على جائزة نوبل أرشيبالد هيل والمصلحة الاجتماعية مارغريت هيل. أنجبوا خمسة أطفال، من بينهم نيكولاس همفري، وقاموا بتربية ابن أخ همفري وابنة أخته بعد وفاة شقيق همفري.

## روابط خارجية
- Askonas، B. (21 مايو 2009). "Humphrey, John Herbert (1915–1987), immunologist and medical scientist". [[قاموس السير الوطنية]]. مؤرشف من الأصل في 2024-01-26. اطلع عليه بتاريخ 2021-03-25. {{استشهاد بموسوعة}}: تعارض مسار مع وصلة (مساعدة)